# CAE
CAE（英: computer-aided engineering、シーエーイー）は、コンピュータによって支援された、製品の設計・製造や工程設計の事前検討などといったエンジニアリングの作業のこと。あるいはそのためのソフトウェアやツール等を指す場合もある。計算機援用工学（けいさんきえんようこうがく）とも呼ばれる。
要素技術としては、シミュレーション（コンピュータシミュレーション）数値解析、などがある。

## 概要
製品の設計時の検討は、コンピュータが発達する以前は、工学便覧に載っているような簡易計算でおこなっており、実物ができるまでその設計の細かな良し悪しがわからなかった。そのため、量産品を作る前に試作品を作り、その際に製造方法の妥当性を検証したり、また耐久試験などを行って製品の性能が十分かを検証していた。このような方法では、コストもリードタイムも多く必要とし、また試作できる回数も限られることから最適な設計の追求も十分ではなかった。
コンピュータ技術の進歩により、以下のようなニーズが高まっていった。
- 設計のCAD化によって容易に作れるようになった製品データの、コンピュータ計算への再利用。
- CAMの普及により複雑な形状加工が実現したが、従来の机上計算では予測困難な製品形状の性能予測の実施。
- 製品に対する要求性能が高まり、最適な設計条件を求めることが必要となる。
- 投資、リードタイム圧縮のために試作を廃止したり、回数を減らす必要が高まる。

上記ニーズを満たすツールとして、各種CAEツールが登場し、設計における事前検討行為の一つとして普及していった。また、微細加工などの分野では、実験での科学的なデータ収集が困難なものも多く、実験の事前検討としての使用ではなく、現象の理論的な考察に使用される事も多い。

## CAE作業の流れ
CAEの作業のフローは、以下の順番で行う。
1. 解析する現象を予測し、解析内容を決定する
2. 解析条件の整理
3. 必要なデータの収集、CADで作成
4. プリプロセッサにて、解析用データを作成（計算格子の生成など）
5. ソルバーを実行して、シミュレーションを行う
6. ポストプロセッサにて結果を分析

その結果を分析して実物を作る前に設計の妥当性、性能試験、最適形状や最適条件を検討して、製品の問題点の洗い出しを行う。必要に応じてこのフローを何回か回し、目標性能を達成させて製品設計を推進する。最後に試作品にてCAE結果の妥当性を確認して、量産品製造に着手する。業界によっては量産前の試作品を全く作らずに、CAE結果をもって量産品着手を行うことも多い。

## 解析手法
以下の3つが代表的である。
- 有限要素法[9][10][11]
- 有限差分法
- 境界要素法[12]

## 主な適用分野
CAEの適用分野は機械工学、電気工学、電子工学、建築工学、土木工学、化学工学など多岐に渡る。

## CAEとEDAの融合
買収ではCAE企業によるEDA企業の買収やその逆も起きている（2017年のシーメンスのメンター・グラフィックス買収、2023年のキーサイト・テクノロジーのESI Group買収、2024年のシノプシスのANSYS買収予定など）。
この買収の一因には半導体のプロセス微細化に伴う歩留まりの悪化を解決する手法として複数のチップレットを組み合わせるMulti-Chip Moduleが普及したものの、チップレットにおいて複数物理にまたがる問題が生じ、CAEとEDAを統合するソリューションの重要性が上がったことがあるとされる。チップレット向けではケイデンスがCadence Integrity 3D-IC Platformを、シノプシスがSynopsys 3DIC Compilerを提供している。
なおEDA企業の一覧はEDA会社の一覧を参照。

## 主なメーカー
- TOYOTA SYSTEMS - TopCAST（鋳造シミュレーションソフトウェア）[19]を開発・販売している。
- MSC Software（英語版） - 2015年、溶接解析および積層造形のSimufact社を買収し[20]、2016年、流体解析のSoftware Cradle社を買収した[21]。2017年、ヘキサゴン社に買収された。ヘキサゴンは2020年、電気機械解析のRomax Technology社および疲労解析のCAEfatigue社を買収し、2021年、リアルタイムCAEのCADLM社を買収した。
- Dassault Systèmes - 2005年、Abaqus（英語版）社 (後のDassault Systèmes Simulia社) を買収し[22]、2006年、1D-CAEのDynasim社を買収し、2011年、複合材解析のSimulayt社を買収し、2013年、疲労寿命予測解析のSafe Technology社を買収し、同年、射出成形解析のSIMPOE社を買収し、同年、SFE社を買収し、2016年、CST社を買収し、同年、流体解析のNext Limit Dynamics (Next Limit Technologies（英語版）子会社) を買収し[23]、2017年、Exa Corporationを買収し、2018年、Opera Simulation Softwareを買収した。
- ANSYS - 2003年、流体解析のCFX社を買収し、2005年、衝撃解析のCentury Dynamics社を買収し、2006年、流体解析のFluent社を買収し、2008年、電磁界解析のAnsoft社を買収し、2017年、積層造形の3DSIM社を買収し、2018年、光学解析のOPTIS社を買収し、2019年、自動設計信頼性解析のDfR Solutions社およびマルチフィジックスのLivermore Software Technology Corporation (LSTC) 社を買収し、2020年、光量子解析のLumericalを買収し、2021年、光学解析のZemax社を買収し、2022年、モーター解析のMotor Design Limitedと熱流体解析のC&R Technologiesを買収した。
- Autodesk - 2008年、射出成形解析のMoldflow（英語版）社を買収し、2009年、構造解析および流体解析のALGOR社（英語版）を買収し、2014年、複合材解析のMagestic Systems社を買収した[24]。
- シーメンス - 2007年、UGS社 (現Siemens PLM Software（英語版）) を買収し、2011年、複合材解析のVistagy（英語版）社を買収し、2012年、LMS Internationalを買収し、2016年、CD-adapco社を買収し、2017年、Mentor Graphics社を買収し、同年、電磁界解析のInfolytica社を買収し、2019年、複合材解析のMultiMechanics（英語版）を買収した。
  - Altair Engineering - 2006年、構造解析のMECALOG社を買収し、同年、電波伝搬解析のAWE Communications社を買収し、2010年、FEM解析のSimLab社を買収し、2011年、流体解析のACUSIM Software社を買収し、2014年、電磁気解析のEM Software & Systems社を買収し、2016年、電磁場及び伝熱解析のCEDRAT社を買収し、2017年、複合材解析のComponeering社を買収し、2018年、GPU流体解析のFluiDyna社および構造解析のSIMSOLID社を買収し、2019年、Cambridge Collaborative社の騒音・振動解析ソフトウェアSEAMを買収し、同年、粉体解析のDEM Solutions社を買収し、2020年、電磁気解析のnewFASANT社を買収し、同年、発泡成形解析のS&WISE社を買収し、2021年、GE・アビエーションより熱流体解析のFlow Simulatorを、同年、構造解析のS-FRAME Software（英語版）社を買収し、2022年、積層造形のGen3Dを買収し、2023年、構造解析のOmniQuestを買収した。2025年、シーメンスに買収された[25]。
- ESI Group（英語版）（キーサイト・テクノロジー子会社[26][27]） - 2011年、電磁界解析のEfield社を買収し、2012年、流体解析「OpenFOAM」の開発元であるOpenCFD社を買収し、2013年、1D-CAE「CyModelica」開発元であるCyDesign Labsを買収し、2015年、AMOEBA社より流体解析のPRESTOを買収し、同年、流体解析のCiespace社の資産を買収し[28]、2016年、1D-CAEのITI社を買収し、2017年、オープンソースソフトウェア「Scilab」(1D-CAEモジュールのXcosを含む) の開発元Scilab Enterprisesを買収した。
- ケイデンス・デザイン・システムズ - 2018年、流体解析のNUMECA International（イタリア語版）社が流体解析のFlowkit社を買収し、2021年、ケイデンスはそのNUMECA International社を買収した。また同2021年には流体解析事前処理のPointwiseも買収し、2022年にはデータセンター解析のFuture Facilitiesを買収、2024年にはCAEスイートのBETA CAE Systemsを買収した。
- COMSOL（英語版） - 1986年、KTHの大学院生3名で創業、1996年、MATLABの物理シミュレーションアドオンPDE Toolbox発売、1998年、FEMLAB発売、2005年、製品名をCOMSOL Multiphysicsに変更した。
- AMPS Technologies
- 株式会社アライドエンジニアリング - 1981年創業。構造解析ソフトウェア「ADVENTURECluster」を開発する。SCSKの子会社。
- 株式会社計算力学研究センター
- 株式会社くいんと - 1985年創業。構造最適設計ソフトウェア「OPTISHAPE」等を開発する。
- 株式会社先端力学シミュレーション研究所 - 1999年創業の理研ベンチャー。創業者は牧野内昭武。
- アドバンスソフト株式会社
- 株式会社科学技術研究所
- ムラタソフトウェア株式会社 - 設計者向けCAEソフトウェア「Femtet」を開発する。村田製作所の子会社。
- ファンクションベイ株式会社
- プロメテック・ソフトウェア株式会社 - 2004年創業の東大発ベンチャー。粒子法流体解析ソフトウエア「Particleworks」や粉体解析ソフトウェア「Granuleworks」を開発する。
- 株式会社JSOL - 電磁界解析ソフトウェア「JMAG」を開発する。
- サイバネットシステム - 富士ソフト株式会社の完全子会社

## 主な解析の種類
（括弧内はCAEソフト）
- 構造解析（Advance/FrontSTR、ASU/ISTR、ASU/V-Struct、MSC Nastran、ANSYS、SIMULIA Abaqus、ANSYS Discovery Live、AMPS Designer、MPACT、CATIA Analysis、MSC SimDesigner[29]、MSC Apex Structures、ODYSSEE、シーメンスNX、LMS Virtual.Lab Structures、ADVENTURECluster、Femtet、Altair RADIOSS[注 1]、Altair Opti Struct、Altair SimSolid、Altair SimLab、S-FRAME Analysis、GENESIS、Autodesk Fusion 360、PTC Creo Simulate (旧Pro/Mechanica)、Inventor Nastran（英語版）、EPILISIS、COMSOL Multiphysics（英語版））

　※NX、Fusion 360など、最近の3D CADシステムには線形領域での構造解析機能を持ったものも多く、設計者自らが思考の過程でCAE結果を参考にすることが可能となっている。
- 応力解析（Advance/FrontSTR、MSC SimDesigner、ANSYS、CATIA Analysis、AMPS Designer、SIMULIA Abaqus、Femtet、Altair OptiStruct、Autodesk Fusion 360、COMSOL Multiphysics（英語版））
- 振動解析[33][34][35][36]（SIMULIA Abaqus、Altair Seam、ANSYS、MSC Nastran、LMS Virtual.Lab Noise and Vibration、CATIA Analysis、シーメンスNX、PERMAS、Altair OptiStruct、COMSOL Multiphysics（英語版））
- 超音波解析(ComWAVE、COMSOL Multiphysics（英語版）)
- 音響解析[37]（Advance/FrontNoise、WAON、LMS Virtual.Lab Acoustics、LMS SYSNOISE Auto-SEA、ANSYS、Femtet、FINE/Acoustics、COMSOL Multiphysics（英語版）、Altair OptiStruct、ODYSSEE）
- 衝撃解析（Pam-Crash、ANSYS LS-DYNA、ANSYS AUTODYN、SIMULIA Abaqus、Altair RADIOSS、AMPS Designer、Inventor Nastran（英語版）[38]）
- 流体解析（OpenFOAM[39][40][41]、Advance/FrontFlow/red、FrontFlow/Blue、Simcenter STAR-CCM+（英語版） (STAR-CDの後継)、FLOW-3D、Femtet、ANSYS Fluent、ANSYS CFX、ANSYS Discovery AIM (旧ANSYS AIM)、ANSYS Discovery Live、STREAM、SINDA/FLUINT（英語版）、SCRYU/Tetra、ODYSSEE、PHOENICS、Pam-Flow、CFD-ACE+（英語版）[42]、CFD-FASTRAN（英語版）、ESI-PRESTO、DYNAFLOW、シーメンスNX、PowerFlow、e-flow、Particleworks、MPS-RYUJIN[43]、Altair AcuSolve、Altair nanoFluidX、Altair ultraFluidX、HyperWorks Virtual Wind Tunnel、Altair SimLab、Altair Flow Simulator、KeyFlow、SIMULIA XFlow、SOLIDWORKS Flow Simulation、Autodesk CFD、FloEFD、FINE/Turbo、FINE/Open with OpenLabs、FINE/Marine、OMNIS/LB、FINE/FSI-OOFELIE、COMSOL Multiphysics（英語版））
- 粘性・粘弾性流体解析 (Ansys Polyflow)
- 粉体解析（Granuleworks、Altair EDEM、Rocky DEM）
- 伝熱解析 (ASU/V-Struct、ANSYS (Icepak機能)、SINDA/FLUINT（英語版）、ODYSSEE、Altair SimLab、Altair Flux、Femtet、COMSOL Multiphysics（英語版）、ThermoSYS Software (ディスコン))
- 電磁場解析[44]（PHOTO-Series、MagNet、JMAG、PAM-CEM、Efield Solution、ANSYS、ANSYS HFSS、Femtet、CST Studio Suite[45]、Opera、Poynting、COMSOL Multiphysics（英語版）、OOFELIE::Multiphysics、PetaMagnetic、Altair FEKO、Altair newFASANT、Altair SimLab、Altair Flux、ASERIS-BE）
- 電磁波解析 (KeyFDTD、MAGNA/TDM、Altair FEKO、Femtet、COMSOL Multiphysics（英語版）)
- 光学解析[46] (Zemax OpticStudio、LensMechanix、Ansys Speos、CODE V、LightTools、Lumicept (旧INSPIRER/SPECTER)、TracePro、ASAP、Optica Optics Software（英語版）、Ocean Light Simulator、COMSOL Multiphysics（英語版）)
- 光量子解析 (DEVICE Suite)
- 機構解析（MSC Adams、LMS Virtual.Lab Motion (旧LMS DADS[47])、FunctionBay RecurDyn、シーメンスNX、Ansys Motion[注 2]、Altair MotionSolve、COMSOL Multiphysics（英語版））
- 圧電解析（ANSYS、Femtet、COMSOL Multiphysics（英語版）、OOFELIE::Multiphysics、PZFlex（英語版））
- 半導体解析、バイポーラトランジスタ、FET、IGBT、GaN（COMSOL Multiphysics（英語版））
- MEMS/NEMS/マイクロフルイディクス/MicroTAS解析（COMSOL Multiphysics（英語版））
- 化学反応解析（COMSOL Multiphysics（英語版））[49]
- 電気化学解析（COMSOL Multiphysics（英語版））[50]
- プラズマ解析、CVD（COMSOL Multiphysics（英語版））
- Li-ion電池・全固体電池・燃料電池解析（COMSOL Multiphysics（英語版））
- 腐食・めっき解析（COMSOL Multiphysics（英語版）、PetaMagnetic）
- 溶接解析 (ASU/WELD、Simufact Welding、Virfac Welding Designer、ESI SYSWELD、Visual Assembly)
- 摩擦撹拌接合解析 (Altair Inspire Friction Stir Welding)
- 複合材解析 (FiberSIM、Altair ESAComp、CATIA Composites Fiber Modeler、SOLIDWORKS Simulation Premium、MSC Apex[51]、Simcenter MultiMech、ESI PAM-COMPOSITES、COMSOL Multiphysics（英語版）、Autodesk TruComposites (ディスコン))
- 騒音・振動・ハーシュネス (NVH) 解析[52] (Altair NVH Director、SFE AKUSMOD、Romax Spectrum)
- 1次元解析 (Simulink[53][54][55][56][57][58][59]、Dymola（英語版）、Simcenter Amesim（英語版）[60]、SimulationX（英語版）、CyModelica、MapleSim（英語版）[61]、Wolfram SystemModeler[62][63]、OpenModelica（英語版）[64][65]、Scilab[66][67][68])
- 着氷解析 (ANSYS FENSAP-ICE)
- 疲労寿命予測解析 (FEMFAT[69]、MSC Fatigue、CAEfatigue、Altair HyperLife、SIMULIA fe-safe、ANSYS nCode DesignLife、LMS Virtual.Lab Durability、FATIQ)
- パワーモジュール寿命予測解析 (ASU/PM-Lifetime)
- 自動設計信頼性解析 (ANSYS Sherlock)
- ベアリング解析 (Romax Spin)
- モーター解析 (JMAG、Ansys Motor-CAD)
- 発泡成形解析 (3D TIMON - FoamMolding、Rem3D、Altair Inspire PolyFoam[注 3][70]

金型分野への適用も非常に多い
- 樹脂射出成形解析・樹脂流動解析（3D TIMON、ASU/MOLD、ASU/V-Struct 離型解析Edition、CADmeister、Autodesk Moldflow、SIMULIA Simpoe-Mold (旧SIMPOE)、Moldex3D、Altair Inspire Mold、SOLIDWORKS Plastics）
- 金属押出成形解析 (Altair Inspire Extrude-Metal (旧Click2Extrude Metal))
- ポリマー押出成形解析 (Altair Inspire Extrude-Polymer (旧Click2Extrude Polymer))
- ブロー成形解析 (Ansys Polyflow、BlowView)
- プレス成形解析（ASU/P-form、CADmeister、Pam-Stamp、JSTAMP-Works、AutoForm、DYNAFORM、Altair RADIOSS、Altair HyperForm[注 4]、Altair Inspire Form (旧Click2Form)、Ansys Forming）
- 鋳造金型（ADSTEFAN、MAGMASOFT、Procast、ConiferCast、JSCAST、CAPCAST、Pam-Cast、AnyCASTING、Altair Inspire Cast (旧Click2Cast)）
- 砂ブロー造型金型（ArenaFlow）[72]
- 鍛造金型（Simufact Forming (旧MSC.SuperForge）、DEFORM、FORGE、Altair HyperForm）

積層造形 (Additive Manufacturing) 向けのものも登場した
- 積層造形 (Autodesk Netfabb、Virfac Additive Manufacturing、Amphyon、ANSYS Additive Print、ANSYS Additive Suite (3DSIM exaSIMの後継[75])、Simufact Additive、Altair Sulis)

農業分野への応用も始った
- 施設園芸園芸施設内熱気流解析（KeyAGri）[76]

地球物理、土木、地下水流分野への適用もある
- ジオメカニクス、地下水流解析（COMSOL Multiphysics（英語版））[77]

バイオテクノロジー、医用工学分野への適用
- バイオ、メディカル解析（COMSOL Multiphysics（英語版））

食品分野への適用
- 熱流体解析、フリーズドライ、マイクロ波加工（COMSOL Multiphysics（英語版））

電気通信分野への適用
- データセンター解析 (DataCenter Design Software（旧6SigmaRoom/DCX[78]）)

無線通信分野への適用
- 電波伝搬解析、無線ネットワークプランニング (Altair WinProp、Raplab、Wireless InSite、iBwave Design、GRASS-RaPlaT)

## 主な事前・事後処理ソフトウェア
- 有限要素解析向け（Altair HyperMesh、Siemens Femap、MSC Patran、ANSA（英語版）、CATIA FMS/FMD）
- 流体解析向け（Pointwise、ANSA（英語版））
- NVH解析向け（ANSA（英語版））